# Ветер сквозь замочную скважину
«Ветер сквозь замочную скважину» (англ. The Dark Tower: The Wind Through the Keyhole) — роман американского писателя Стивена Кинга, входящий в цикл о Тёмной Башне. Книга была написана и опубликована после завершения цикла, её действие происходит в промежутке между концом четвёртой и началом пятой книг цикла.
Книга была опубликована 21 февраля 2012 года ограниченным изданием издательством «Грант». Массовое издание было запланировано на 24 апреля 2012. Небольшой отрывок из романа был опубликован 19 декабря 2011.
К написанию романа автор приступил в 2010 году, после того, как анонсировал официальный сайт Кинга 11 ноября 2009. Стивен Кинг опубликовал на своем официальном сайте опрос 1 декабря 2009 года, в котором попросил посетителей проголосовать, какую книгу из двух ему следует написать первой — продолжение цикла «Тёмная башня», или сиквел романа «Сияние». 31 декабря было объявлено, что «Доктор Сон» получил 5861 голос, в то время как «Ветер сквозь замочную скважину» получил 5812 голосов..

## Сюжет
Роман включает в себя три вложенных повествования. Рамочный сюжет, обрамляющий два других, посвящён путешествию стрелка Роланда и его спутников на пути к Темной Башне: они вынужденно останавливаются в заброшенном городке, укрываясь от смертоносной бури — «стыловея». Чтобы скоротать время, Роланд рассказывает своим друзьям историю из его молодости, представляющую собой вторую сюжетную линию романа.
Согласно рассказу Роланда, вскоре после событий, описанных в книге «Колдун и кристалл», и убийства Роландом собственной матери Габриэль, отец вновь отослал его прочь из Гилеада — на этот раз Роланд вместе со своим другом Джейми Декарри должен был поймать оборотня—«шкуровёрта», наводящего страх на жителей городка Дебария. Роланд и Джейме посещают женский монастырь Ясная Обитель, а потом и сам город, приходя к мысли о том, что убийца-шкуровёрт может быть одним из рабочих из соляных копей по соседству. Во время их пребывания в Дебарии приходят вести о нападении шкуровёрта на ранчо в окрестностях, где герои находят множество трупов и единственного выжившего — мальчика по имени Маленький Билл, который может опознать шкуровёрта. Чтобы успокоить Билла, Роланд рассказывает ему длинную сказку, составляющую третью и центральную сюжетную линию романа — по собственным словам Роланда, она и называется «Ветер сквозь замочную скважину».
Главный герой этой сказки, мальчик по имени Тим Росс, живет в деревне на опушке огромного леса. После гибели его отца-дровосека в лесу мать Тима Нелл выходит замуж за Большого Келлса, напарника и единственного свидетеля смерти её мужа — по словам Келлса, отца Тима убил живущий в лесу дракон. Келлс оказывается пьющим и раздражительным человеком, который избивает и жену, и пасынка, однако Тим находит неожиданного союзника в лице зловещего сборщика налогов. Имя этого персонажа в книге не называется, но подразумевается, что это Уолтер, один из антагонистов цикла книг о Темной Башне. Благодаря помощи сборщика налогов Тим узнает, что Келлс убил его отца, чтобы жениться на Нелл, а позже отправляется в путешествие в поисках другого волшебника, Мерлина, способного вернуть зрение ослепшей от побоев матери. После ряда приключений он встречает Мерлина в облике тигра, снимает с волшебника проклятие и получает лекарство для матери. По возвращении домой Большой Келлс пытается убить Тима, но прозревшая Нелл убивает мужа топором.
Действие возвращается в Дебарию, где Роланд и Джейми отбирают подозреваемых из числа рабочих с соляных копей. Маленький Билл опознает шкуроверта в лице рабочего по имени Олли Анг. Разоблаченный оборотень теряет человеческий облик, превратившись в огромную змею, но Роланд убивает его серебряной пулей. Собираясь в дорогу домой в Гилеад, Роланд снова останавливается в Ясной Обители, где читает адресованное ему письмо от покойной матери Габриэль, когда-то жившей в монастыре: она прощает ему неизбежное, как она сама знает, убийство, и просит простить её саму.
Действие возвращается в настоящее: герои обнаруживают, что пришло утро и стыловей закончился. Сюзанна втайне от других спрашивает Роланда, простил ли он мать, и Роланд отвечает «да».